# Torrent dels Saltaders
El Torrent dels Saltaders és un torrent del terme municipal d'Estamariu, a l'Alt Urgell.
Neix al vessant meridional del Cap del Boix, a 1.984,5 m. alt., des d'on davalla recte cap al sud, desviant-se una mica cap a llevant. Passa per l'Orri, ressegueix la carena de Mandra l'Escuder, a ponent, i de les Tres Castelles i la Serra de Banat, a llevant, passa a ponent de Banat i desemboca en el Torrent de les Arenes a prop i al nord del poble d'Estamariu.